# Löddesborgs boplats
Löddesborgs boplats är en kustboplats med tusenåriga anor och är belägen på västkusten i Skåne, väster om E6:an i höjd med Löddeköpinge i Kävlinge kommun, mellan Vikhög och Lödde ås mynning, söder om Barsebäcksområdet.
Barsebäcksområdet med omkringliggande markområden är ett väl utgrävt och arkeologiskt dokumenterat område med flera fornfynd från bo- och gravplatser som påvisar förhistorisk mänsklig aktivitet, exempelvis ett stort gravfält med ca 2000 gravar öster om Löddeköpinge kyrka ner mot Lödde å, där cirka 725 gravar blev utgrävda under 1970-talet och blivit daterade till 700-talet till 1000-talet e.Kr.
I området finns även ett antal gånggrifter som Gillhög som blev utgrävd under 1930-talet som sedan blev restaurerad under 1980-talet  och färdigställdes 2014  som är daterad till yngre stenåldern och byggd ca 3300 f.Kr. och ingår i megalitgravstråket som sträcker sig längs med hela Västeuropas Atlantkust och norra Europa samt delar av södra Sverige, och är del av Trattbägarkulturen under tidigneolitikumperioden .
Löddesborgsboplatsen ligger med andra ord i ett geografiskt område rikligt med fornfynd från järnåldern men även äldre fynd från kulturer under perioden neolitikum, samt från perioden mesolitikum exempelvis längs med Lödde å i Hög  har uppdagats. De äldsta fynden som påträffats vid utgrävningar vid Löddesborgsplatsen är daterade från Ertebøllekulturen och den senmesolitiska perioden, mellanperioden av stenåldern .

## Fornfynd
Löddesborgsplatsen uppdagades redan i början av 1900-talet, men en första utgrävning av platsen utfördes inte förrän 1964 som följdes av flera seminariegrävningar fram till 1970, då hade dock platsen redan blivit ytfyndsplockad av fornfyndssamlare, vilket hade skett på andra ställen runt om i Skåne också. P U Hörberg och B Salomonsson vid Lunds Universitets Historiska Museum ledde utgrävningarna, och en kompletterande utgrävning 1981 leddes av K Jennbert .
De flinta-, sten- och keramikmaterial samt även benmaterial, kornavtryck och matskorpor som uppdagades vid de olika utgrävningarna i Löddesborg ligger till grund för dateringen av boplatsen där de äldsta fynden är tillhörande Ertebøllekulturen. På platsen fanns det flera kulturlager ovanpå varandra där exempelvis keramik från Ertebøllekulturen är blandad med keramik från tidigneolitisk kultur med ökade frekvens av tidigneolitiska fynd i de övre lagren . De blandade fynden i lagren visar på en kultur-ekonomisk förändring i samband med att odling och tamboskap introduceras i Löddesborgsområdet , och är ett exempel på övergången från Ertebøllekulturen till Trattbägarkulturen .  

## Näringsstrategier
Det är under Ertebøllekulturen som människans transformation från att vara rörlig jagare/samlare till bofast odlare påbörjas i Sydskandinavien, och det är de spåren av förändrade försörjnings- och näringsmöjligheter som återfinns i Löddesborgsområdet .
Den flora och fauna som fanns runt Löddesborg tillsammans med landskapets utformning vid kusten och Litorinavallen samt skogsbrynet och åns mynning var ur ett näringsstrategiskt hänseende fördelaktigt, vilket gör att boplatsen var lämpligt placerad . Bevis på jakt finns i form av fynd bestående av jaktredskap men även benmaterial från djur, både från fastlandet exempelvis kronhjort, rådjur och vildsvin, som från havet exempelvis sill, torsk, säl, ål mfl. Även mindre djur så som ekorre, utter och mård hittades . 
Tamboskap så som nötkreatur förekommer också i fynden på Löddesborg i lagren före Ertebøllekulturen, men förändringen till att hålla tamboskap har skett över en lång period. I keramikavtrycken funna i Löddesborg finns avtryck av vete och korn och ska med stor sannolikhet ha odlats på platsen . 
Fynden funna vid Löddesborg med ursprung från olika näringsstrategier kopplade till jakt, tamboskap och odling på en och samma plats daterat till Ertebøllekulturen och tidigneolitisk kultur gör att Löddesborg inte uppfyller kraven på benämningen permanent boplats. Däremot visar fynden på en förändring som skett över en längre tid  och att transformationen från rörlig jagare/samlare till bofast odlare var en långsam process i Sydsverige. Fynden från Löddesborg visar mer på bofasta jägar-samlare under Ertebøllekulturen och Trattbägarkeramiska kulturen .

## Neolitisering
De blandade fynden från Löddesborg ställer frågan om inflytande genom utvecklade nätverk och kontakter med andra samtida kulturer från andra regioner , men även om traditionen av att ge gåvor vid vigselceremonier eller vid olika nätverkssammankomster och en del av den neolitisering som skett vid Löddesborg . Att det fanns fornfynd från två olika kulturer i samma kulturlager vid utgrävningen av Löddesborg lyfter frågan på samtidighet och vad det innebär , speciellt för att förstå de pådrivande faktorerna för en neolitisering av Sydsverige men även i andra delar av Sverige där Ertebøllekulturen och Trattbägarkulturen återfinns i samma kulturlager .